# کلر جانستن
کلر جانستن (به انگلیسی: Claire Johnston) ‏(۱۹۴۰-۱۹۸۷) نظریه‌پرداز فمینیست سینما بود که همراه با مالی‌هاسکل، لورا مالوی، پم کوک، رزالین کوارد، کایا سیلورمن، ماری آن دوان و ترزا دلارتیس مهمترین نظریات فمینیستی دههٔ هفتاد را پدید آوردند. در این میان جانستن با نظریات پیشروی خودش در باب یک سینمای متفاوت زنان بر روی نسل فیلمسازان فمینیست دههٔ هفتاد و هشتاد بیش از همه تأثیر گذاشت. مهمترین مقالهٔ او در این باب سینمای زنان به منزلهٔ ضد سینما (۱۹۷۵) نام داشت. این مقاله برای نخستین بار در جشنوارهٔ فیلم ادینبورو ارائه شد.

## نظریات
جانستن به بررسی سینمای رسمی پرداخت و نشان داد که در این سینما زنان همواره دارای نقش فرعی هستند و وجود زن در این فیلم‌ها صرفاً برای تکمیل شخصیت مرد فیلم است. او اعتقاد داشت در هالیوود و سینمای رسمی سایر کشورها مرد شخصیت فعال و زن شخصیت منفعل است. حتی لذت‌ها در فیلم به‌گونه‌ای صرفاً برای مردان طراحی شده است. او از این باب تمامی عناصر سینمای رسمی چون میزانسن، دکوپاژ، فیلمبرداری و تدوین را مردانه خواند. او برعکس از پیدایش یک سینمای زنان خبر داد. سینمایی که حتی لذت‌ها در آن برای زن طراحی شده‌اند و زن را در موقعیت سوژه فعال قرار می‌دهند.

## نوشته‌ها
- سینمای زنان به منزلهٔ ضدسینما (۱۹۷۵)
- سیاست فمینیستی و تاریخ سینما
- آثار دروتی آرزنر: به سوی یک سینمای فمینیستی (۱۹۷۵)

## فهرست منابع
- استم، رابرت، مقدمه‌ای بر نظریهٔ فیلم، به کوشش احسان نوروزی، انتشارات سورهٔ مهر، ۱۳۸۳ صص ۱۹۵-۱۹۷
- هیوارد، سوزان، مفاهیم کلیدی در مطالعات سینمایی، ترجمهٔ فتاح محمدی، نشر هزاره سوم ۱۳۸۱ صص ۳۷۸-۳۷۹
- ویکی‌پدیای انگلیسی